# Foro Mundial para la Armonización de la Reglamentación sobre Vehículos
El Foro Mundial para la Armonización de la Reglamentación sobre Vehículos es un grupo de trabajo (WP.29) de la División de Transporte Sostenible de la Comisión Económica de las Naciones Unidas para Europa (CEPE). Se encarga de crear un sistema uniforme de reglamentos, denominado Reglamento de las Naciones Unidas, para el diseño de vehículos para facilitar el comercio internacional.
El WP.29 fue creado en junio de 1952 como el "grupo de expertos sobre requisitos técnicos de vehículos", mientras que su nombre actual fue adoptado en 2000.
El foro trabaja en las regulaciones que cubren la seguridad del vehículo, la protección del medio ambiente, la eficiencia energética y la resistencia al robo.

## Acuerdo de 1958
El núcleo de la labor del Foro se basa en el "Acuerdo de 1958", titulado formalmente "Acuerdo relativo a la adopción de prescripciones técnicas
uniformes para vehículos de ruedas, equipos y partes que puedan montarse o utilizarse en esos
vehículos y las condiciones para el reconocimiento recíproco de las homologaciones concedidas
sobre la base de esas prescripciones" (E/ECE/TRANS/505/Rev.2, modificada el 16 de octubre de 1995). Esto constituye un marco legal en el que los países participantes (partes contratantes) acuerdan un conjunto común de prescripciones técnicas y protocolos para la homologación de vehículos y componentes. Anteriormente se denominaban "Reglamentos de la CEPE". Sin embargo, dado que muchos países no europeos son ahora partes contratantes del Acuerdo de 1958, los reglamentos se denominan oficialmente "Reglamento de las Naciones Unidas". Las homologaciones de cada una de las partes contratantes son reconocidas por todas las demás partes contratantes.

### Países participantes

Entre los primeros signatarios del Acuerdo de 1958 figuran Italia (28 de marzo), Países Bajos (30 de marzo), Alemania (19 de junio), Francia (26 de junio), Hungría (30 de junio), Suecia y Bélgica. Originalmente, el acuerdo solo permitía la participación de los países miembros de la CEPE, pero en 1995 el acuerdo fue revisado para permitir la participación de miembros no pertenecientes a la CEPE. Los participantes actuales son la Unión Europea y sus países miembros, como también extracomunitarios a la CEPE como Noruega, Rusia, Ucrania, Croacia, Serbia, Bielorrusia, Kazajistán, Turquía, Azerbaiyán y Túnez, 
e incluso territorios remotos como Sudáfrica, Australia, Nueva Zelanda, Japón, Corea del Sur, Tailandia y Malasia.
A partir de 2016, los participantes en el Acuerdo de 1958, con su código de país de la ONU, fueron:
| Código ONU | País                 | Fecha de vigencia        | Notas                         |
| ---------- | -------------------- | ------------------------ | ----------------------------- |
| 1          | Alemania             | 28 de enero de 1965      |                               |
| 2          | Francia              | 20 de abril de 1959      |                               |
| 3          | Italia               | 26 de abril de 1963      |                               |
| 4          | Países Bajos         | 29 de agosto de 1960     |                               |
| 5          | Suecia               | 20 de junio de 1959      |                               |
| 6          | Bélgica              | 5 de septiembre de 1959  |                               |
| 7          | Hungría              | 2 de julio de 1960       |                               |
| 8          | República Checa      | 1 de enero de 1993       | (antiguamente Checoslovaquia) |
| 9          | España               | 10 de octubre de 1961    |                               |
| 10         | Serbia               | 12 de marzo de 2001      | (antiguamente Yugoslavia)     |
| 11         | Reino Unido          | 16 de marzo de 1963      |                               |
| 12         | Austria              | 11 de mayo de 1971       |                               |
| 13         | Luxemburgo           | 12 de diciembre de 1971  |                               |
| 14         | Suiza                | 28 de agosto de 1973     |                               |
| 15         | Alemania Oriental    |                          | (expiró en 1999)              |
| 16         | Noruega              | 4 de abril de 1975       |                               |
| 17         | Finlandia            | 17 de septiembre de 1976 |                               |
| 18         | Dinamarca            | 20 de diciembre de 1976  |                               |
| 19         | Rumania              | 21 de febrero de 1977    |                               |
| 20         | Polonia              | 13 de marzo de 1979      |                               |
| 21         | Portugal             | 28 de marzo de 1980      |                               |
| 22         | Rusia                | 17 de febrero de 1987    |                               |
| 23         | Grecia               | 5 de diciembre de 1992   |                               |
| 24         | Irlanda              | 24 de marzo de 1998      |                               |
| 25         | Croacia              | 8 de octubre de 1991     |                               |
| 26         | Eslovenia            | 25 de junio de 1991      |                               |
| 27         | Eslovaquia           | 1 de enero de 1993       |                               |
| 28         | Bielorrusia          | 2 de julio de 1995       |                               |
| 29         | Estonia              | 1 de mayo de 1995        |                               |
| 31         | Bosnia y Herzegovina | 6 de marzo de 1992       |                               |
| 32         | Letonia              | 18 de enero de 1999      |                               |
| 34         | Bulgaria             | 21 de enero de 2000      |                               |
| 35         | Kazajistán           | 8 de enero de 2011       |                               |
| 36         | Lituania             | 29 de marzo de 2002      |                               |
| 37         | Turquía              | 27 de febrero de 1996    |                               |
| 39         | Azerbaiyán           | 14 de junio de 2002      |                               |
| 40         | Macedonia del Norte  | 17 de noviembre de 1991  |                               |
| 42         | Unión Europea        | 24 de marzo de 1998      |                               |
| 43         | Japón                | 24 de noviembre de 1998  |                               |
| 45         | Australia            | 25 de abril de 2000      |                               |
| 46         | Ucrania              | 30 de junio de 2000      |                               |
| 47         | Sudáfrica            | 17 de junio de 2001      |                               |
| 48         | Nueva Zelanda        | 26 de enero de 2002      |                               |
| 49         | Chipre               | 1 de mayo de 2004        |                               |
| 50         | Malta                | 1 de mayo de 2004        |                               |
| 51         | Corea del Sur        | 31 de diciembre de 2004  |                               |
| 52         | Malasia              | 4 de abril de 2006       |                               |
| 53         | Taiwán               | 1 de mayo de 2006        |                               |
| 54         | Albania              | 5 de noviembre de 2011   |                               |
| 56         | Montenegro           | 3 de junio de 2006       |                               |
| 57         | San Marino           | 26 de enero de 2016      |                               |
| 58         | Túnez                | 1 de enero de 2008       |                               |
| 60         | Georgia              | 25 de mayo de 2015       |                               |
| 62         | Egipto               | 3 de febrero de 2013     |                               |

La mayoría de los países, aunque no participen formalmente en el acuerdo de 1958, reconocen el Reglamento de las Naciones Unidas y reflejan el contenido del Reglamento de las Naciones Unidas en sus propios requisitos nacionales o permiten la importación, el registro y el uso de vehículos aprobados por la ONU o ambos. Estados Unidos y Canadá son las dos excepciones significativas; las reglamentaciones de las Naciones Unidas generalmente no son reconocidas y los vehículos y equipos no conformes con las Naciones Unidas no están autorizados para su importación, venta o uso en las dos regiones, a menos que se pruebe que cumplen con las leyes de seguridad de automóviles de la región (por ejemplo, muestras de automóviles).

### Homologación

Dos tipos de marcas de la UE: arriba, de acuerdo con las normas de la ONU. Abajo, de acuerdo con las directivas de la CE.

El Acuerdo de 1958 opera sobre los principios de la homologación y el reconocimiento recíproco. Cualquier país que se adhiera al Acuerdo de 1958 tiene autoridad para probar y aprobar el diseño de un producto regulado de cualquier fabricante, independientemente del país en el que se haya producido dicho componente. Cada diseño individual de cada fabricante individual se cuenta como un tipo individual. Una vez que un país adherente conceda una homologación, todos los demás países adherentes están obligados a respetar esa homologación y considerar que ese vehículo o equipo de vehículos de motor es legal para la importación, la venta y el uso. Los artículos homologados de acuerdo con un Reglamento de la ONU se marcan con una E y un número dentro de un círculo. El número indica qué país aprobó el artículo, y las letras y dígitos circundantes indican la versión precisa de la regulación y el número de la aprobación de tipo, respectivamente.
Aunque las homologaciones de todos los países son legalmente equivalentes, existen diferencias reales y percibidas en el rigor con que los reglamentos y protocolos son aplicados por diferentes autoridades nacionales de homologación. Algunos países tienen sus propias normas nacionales para la concesión de homologaciones, que pueden ser más estrictas de lo que exigen las propias reglamentaciones de las Naciones Unidas. En el sector de las piezas de automóviles, por ejemplo, una homologación de tipo alemán (E1) se considera una medida de seguro contra sospechas de mala calidad o una homologación no merecida.

### Reglamento de la ONU
A partir de 2015, hay 135 Reglamentos de las Naciones Unidas adjuntos al Acuerdo de 1958; la mayoría de las regulaciones cubren un solo componente del vehículo o tecnología. 
A continuación se presenta una lista parcial de las normas vigentes aplicables a los turismos (pueden aplicarse diferentes reglamentos a los vehículos pesados, motocicletas, etc.)

#### Iluminación general
- R3 — Dispositivos retrorreflectantes
- R4 — Iluminación de las placas de registro traseras
- R6 —  Indicadores de dirección
- R7 — Luces de posición delanteras y traseras, luces de frenado y luces de posición
- R19 — Faros antiniebla delanteros
- R23 — Luces de reversa
- R37 — Lámparas incandescentes (bombillas) (Véase: Tipos de bombilla en automoción)
- R38 —  Luces antiniebla traseras
- R48 —  Instalación de dispositivos de alumbrado y de señalización luminosa
- R77 — Luces de estacionamiento
- R87 — Luces de circulación diurna
- R91 —  Luces de posición laterales
- R119 — Luces de esquina
- R123 —  Lámparas AFS
- R128 —  Fuentes de luz LED

#### Faros
- R1 - Faros que emiten un haz de cruce asimétrico o un haz de carretera, equipados con bombillas R2 o HS1 (reemplazados por R112, pero que siguen siendo válidos para homologaciones existentes)
- R5 - Faros de haz sellado que emiten un haz de cruce asimétrico o un haz de carretera
- R8 - Faros equipados con bombillas reemplazables de un solo filamento de tungsteno-halógeno (reemplazadas por R112, pero siguen siendo válidas para las homologaciones existentes)
- R20 - Faros que emiten un haz de cruce asimétrico o un haz de carretera y están equipados con bombillas halógenas de doble filamento H4 (reemplazadas por R112, pero siguen siendo válidas para las homologaciones existentes)
- R31 — Faros de haz sellados halógenos que emiten un haz de cruce asimétrico o un haz de carretera
- R45 — Limpiadores de faros
- R98 —  Faros equipados con fuentes de luz de descarga de gas
- R99 — Fuentes de luz de descarga de gas para uso en unidades de lámparas de descarga de gas aprobadas en vehículos motorizados
- R112 — Faros que emiten un haz de cruce asimétrico o un haz de carretera y equipados con bombillas de filamento
- R113 — Faros que emiten un haz de cruce simétrico o un haz de carretera y están equipados con bombillas de filamento

#### Instrumentación/controles
- R35 — Disposición de los pedales
- R39 — Equipo velocímetro
- R46 — Espejos retrovisores
- R79 — Equipo de dirección

#### Peligrosidad
- R11 —  Cierres de puertas y componentes de retención de puertas
- R13-H — Frenado (turismos)
- R13 —  Frenado (camiones y autobuses)
- R14 — Anclajes de cinturones de seguridad
- R16 — Cinturones de seguridad y sistemas de retención
- R17 — Asientos, anclajes de asiento, reposacabezas
- R27 —  Triángulos de advertencia anticipada
- R42 — Dispositivos de protección delanteros y traseros (parachoques, etc.)
- R43 — Cristales de seguridad y su instalación en vehículos
- R94 — Protección de los ocupantes en caso de colisión frontal
- R95 — Protección de los ocupantes en caso de colisión lateral
- R116 —  Protección de los vehículos de motor contra el uso no autorizado
- R129 —  Sistemas mejorados de retención para niños (ECRS)

#### Compatibilidad con el medio ambiente
- R10 — Compatibilidad electromagnética
- R15 —  Emisiones y consumo de combustible (reemplazados por R83, R84 y R101)
- R24 — Medición de la potencia del motor, emisiones de humo, homologación del tipo de motor
- R51 — Emisiones de ruido
- R68 — Medición de la velocidad máxima
- R83 — Emisiones de contaminantes según los requerimientos de combustible del motor
- R84 — Medición del consumo de combustible
- R85 — Trenes de accionamiento eléctrico —  medición de la potencia neta y la potencia máxima de 30 minutos de los trenes de accionamiento eléctrico
- R100 — Homologación de vehículos eléctricos de batería con respecto a requisitos específicos para la construcción, seguridad funcional y emisión de hidrógeno[7]
- R101 — Medición de la emisión de dióxido de carbono y consumo de combustible
- R117 — Emisiones de ruido de los neumáticos

#### Neumáticos y ruedas
- R30 — Neumáticos para turismos y sus remolques
- R54 — Neumáticos para vehículos comerciales y sus remolques
- R64 — Unidad de repuesto de uso temporal, neumáticos planos, montacargas y monitoreo de la presión de los neumáticos
- R75 — Neumáticos para motocicletas/ciclomotores
- R88 — Neumáticos retrorreflectantes para vehículos de dos ruedas
- R106 — Neumáticos para vehículos agrícolas
- R108 — Neumáticos recauchutados para turismos y sus remolques
- R109 — Neumáticos recauchutados para vehículos comerciales y sus remolques
- R124 —  Ruedas de repuesto para turismos

## América del Norte
El más notable no signatario del Acuerdo de 1958 es Estados Unidos, que tiene sus propias 
Normas Federales de Seguridad para Vehículos Motorizados y no reconoce las homologaciones de la ONU. Sin embargo, tanto Estados Unidos como Canadá son partes en el Acuerdo de 1998. 
Por lo tanto, los vehículos y componentes que no cumplen con los reglamentos de los Estados Unidos no pueden importarse a los Estados Unidos sin grandes modificaciones. Canadá tiene sus propias Normas de Seguridad para Vehículos Motorizados, similar a las normas estadounidenses, pero Canadá también acepta faros y parachoques que cumplen con las normas de la ONU. Cabe señalar, sin embargo, que el Acuerdo Económico y Comercial Global entre Canadá y la Unión Europea (que fue ratificado en 2016) hace que Canadá reconozca más Reglamentos de la ONU como alternativas aceptables a las regulaciones canadienses.  Canadá aplicaba 14 de las 17 normas principales de ECE como alternativas permitidas, las excepciones en este punto se refierían a controles de motocicleta y pantallas, espejos de motocicletas y control electrónico de estabilidad para automóviles de pasajeros. Estos tres grupos restantes se permiten en Canadá en el momento de la ratificación del acuerdo comercial.[cita requerida][cita requerida][cita requerida]

### Autocertificación
En lugar de un sistema de homologaciones al estilo de la ONU, las regulaciones de seguridad automovilística de Estados Unidos y Canadá se basan en el principio de autocertificación, en el cual el fabricante o importador de un vehículo o equipo de vehículos de motor certifica, es decir, afirma y promete que el vehículo o equipo cumple con todos los reglamentos estadounidenses o canadienses aplicables, parachoques y normas antirobo. Ninguna inspección previa es requerida por una agencia gubernamental o una entidad de prueba autorizada antes de que el vehículo o equipo pueda ser importado, vendido o usado. Si hay razones para creer que la certificación fue falsa o inapropiada, es decir, que el vehículo o equipo no cumple de hecho, entonces las autoridades pueden realizar pruebas y, si se encuentra un incumplimiento, ordenar un retiro u otro correctivo o medidas punitivas. Los fabricantes de vehículos y equipos están autorizados a apelar tales sanciones, pero esta es una dirección difícil. Los incumplimientos encontrados que son discutibles sin efecto a la seguridad vial pueden ser solicitados para evitar los requisitos de retirada (remedio y notificación) para vehículos ya producidos.

## Diferencias normativas

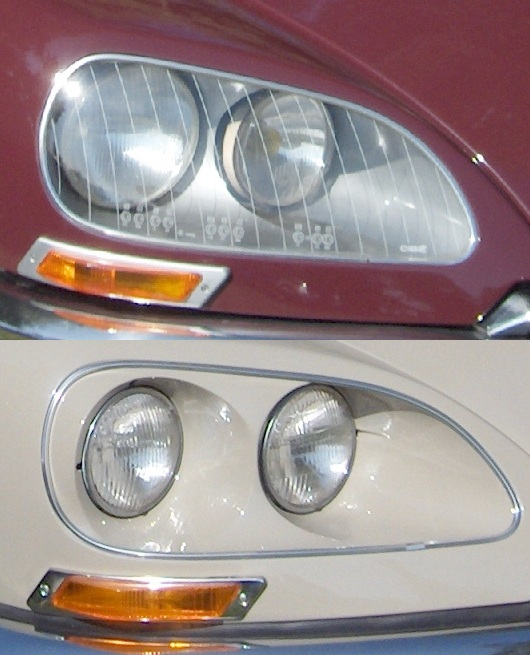
Una comparación de la configuración de faros europeos (arriba) y estadounidenses (abajo) en coches Citroën DS de similar año.

Históricamente, una de las diferencias más notables entre la ONU y las regulaciones de Estados Unidos era el diseño y el funcionamiento de los faros delanteros. El Citroën DS que se muestra en la imagen ilustra las grandes diferencias en los faros durante la era 1940-1983 cuando la reglamentación de Estados Unidos exigía faros sellados.
En la actualidad no es posible producir un solo diseño de automóvil que cumpla a la vez las exigencias de las Naciones Unidas y de los Estados Unidos simultáneamente, pero es cada vez más fácil a medida que evolucionan la tecnología y los reglamentos. Dado el tamaño del mercado estadounidense de vehículos y las diferentes estrategias de mercadotecnia en Norteamérica frente al resto del mundo, muchos fabricantes producen vehículos en tres versiones: norteamericana, derecha para el resto del mundo (RHD) e izquierda para el resto del mundo (LHD).

## Acuerdo de 1998
El "Acuerdo relativo al establecimiento de reglamentos técnicos mundiales aplicables a los
vehículos de ruedas y a los equipos y partes que puedan montarse o utilizarse
en esos vehículos", o Acuerdo de 1998, es un acuerdo posterior. Tras su misión de armonizar la reglamentación relativa a los vehículos, la UNECE resolvió los principales problemas (disposiciones administrativas para la homologación en oposición a la autocertificación y el reconocimiento mutuo de las homologaciones) que impedían a los países no signatarios del Acuerdo de 1958 participar plenamente en sus actividades.
El Acuerdo de 1998 nace para producir meta regulaciones llamadas Regulaciones Técnicas Globales sin procedimientos administrativos para la aprobación de tipo y así, sin el principio de reconocimiento mutuo de las Homologaciones. El Acuerdo de 1998 estipula que las Partes Contratantes establecerán, por consenso, los Reglamentos Técnicos Mundiales de las Naciones Unidas (Global Technical Regulations de las Naciones Unidas) en un Registro Mundial de las Naciones Unidas. Las GTR de las Naciones Unidas contienen requisitos de rendimiento y procedimientos de prueba armonizados a nivel mundial. Cada GTR de la ONU contiene amplias notas sobre su desarrollo. El texto incluye un registro de la justificación técnica, las fuentes de investigación utilizadas, las consideraciones de costo y beneficio y las referencias a los datos consultados. Las Partes Contratantes utilizan sus procedimientos de reglamentación establecidos a nivel nacional al incorporar las GTR de las Naciones Unidas en su legislación nacional. 
El Acuerdo de 1998 tiene actualmente 33 Partes Contratantes y 14 GTR de las Naciones Unidas que se han establecido en el Registro Mundial de las Naciones Unidas.

## Asociación Transatlántica de Comercio e Inversiones (propuesta) en 2013
Como parte de las negociaciones de la Asociación Transatlántica para el Comercio y la Inversión (TTIP), se están investigando las cuestiones de normas divergentes en la estructura reguladora de automóviles. Los negociadores del TTIP buscan identificar maneras de reducir las diferencias regulatorias, potencialmente reduciendo costos y estimulando el comercio adicional en vehículos.

## OICA
La Organización Internacional de Constructores de Automóviles (OICA) acoge en su sitio web los documentos de trabajo de diversos grupos de expertos de las Naciones Unidas, incluido el Foro Mundial para la Armonización de la Reglamentación sobre Vehículos.